# Jerzy Gajek
Jerzy Gajek (ur. 3 października 1936 we Lwowie, zm. 11 kwietnia 2017 w Riverhead) – polski pianista i pedagog.
Uczeń Marii Wiłkomirskiej. Laureat III nagrody Viotti International Music Competition 1960 oraz II nagrody Międzynarodowego Konkursu Muzycznego im. Marii Canals 1963. Mieszkał w Paryżu, w 1967 wyjechał do Niemiec a następnie wyemigrował do USA. Profesor University of Missouri-Kansas City. Mąż pianistki Joanny Wojtal. 

## Multimedia
- audycja z 26 maja 1966 m.in. z nagraniem Scherza G-mol op. 31 Fryderyka Chopina w wykonaniu Jerzego Gajka
- audycja Konrada Tatarowskiego  m.in. z nagraniem kompozycji fortepianowej Romana Palestra w wykonaniu duetu Joanna Wojtal - Jerzy Gajek